# Penthetor lucasi
Penthetor lucasi är en däggdjursart som först beskrevs av George Edward Dobson 1880. Den är ensam i släktet Penthetor som ingår i familjen flyghundar. Inga underarter finns listade.

## Beskrivning
Denna flyghund når en kroppslängd (huvud och bål) av cirka 11,5 cm. Svansen är påfallande smal och 0,8 till 1,0 cm lång. Underarmarnas längd som bestämmer djurets vingspann är 5,7 till 6,7 cm. Vikten varierar mellan 30 och 55 gram. Arten har en mörkt gråbrun päls på ovansidan, undersidan är ljusare med ett större inslag av grått. Den skiljer sig dessutom i detaljer av tändernas konstruktion från andra flyghundar.

## Utbredning
Penthetor lucasi förekommer på södra Malackahalvön, på Borneo och på Sumatra. Den är sällsynt i hela sitt utbredningsområde.

## Ekologi
Arten förekommer i både urskog och kulturskog i låglänta och kuperade områden.
Penthetor lucasi är nattaktiv och vilar under dagen i grottor eller i bergssprickor. Ibland bildas vid viloplatsen kolonier med flera hundra medlemmar.
Arten lever av frukter, som den bär med sig tillbaka till viloplatsen för att äta.
Åtminstone i norra delen av utbredningsområdet har arten troligen två parningstider, en i juni och den andra i september. Vanligen får honan bara en unge per gång.

## Bevarandestatus
IUCN kategoriserar arten globalt som livskraftig. Arten minskar emellertid; främsta hotet är troligtvis habitatförlust till följd av kalkstensbrytning. Skogsavverkning och -bränder förekommer även inom utbredningsområdet, men för närvarande betraktas detta inte som några större hot.